# (13554) Decleir
Pour les articles homonymes, voir Decleir.
(13554) Decleir est un astéroïde de la ceinture principale.

## Description
(13554) Decleir est un astéroïde de la ceinture principale. Il fut découvert le 8 mai 1992 à La Silla par Henri Debehogne. Il présente une orbite caractérisée par un demi-grand axe de 2,76 UA, une excentricité de 0,16 et une inclinaison de 2,8° par rapport à l'écliptique.

## Compléments